# 香港教育史
香港的教育情況，從宋代起才有確實史料記載。英國接管香港之初，香港政府教育政策只着重培養殖民地官員。第二次世界大戰後，香港人口飆升，教育需求隨之增加。在各方壓力下，殖民地政府才首次聘請國際顧問進行教育研究，促成了義務教育的推行。香港教育制度由《中英聯合聲明》簽署後出現一連串政策轉變，如高等教育擴充大學學額，中學去工業化等政策，影響香港長遠發展方向。1997年主權移交以後，特區政府着手推行教育改革，卻引起連串爭議。

## 古代至殖民地時期前

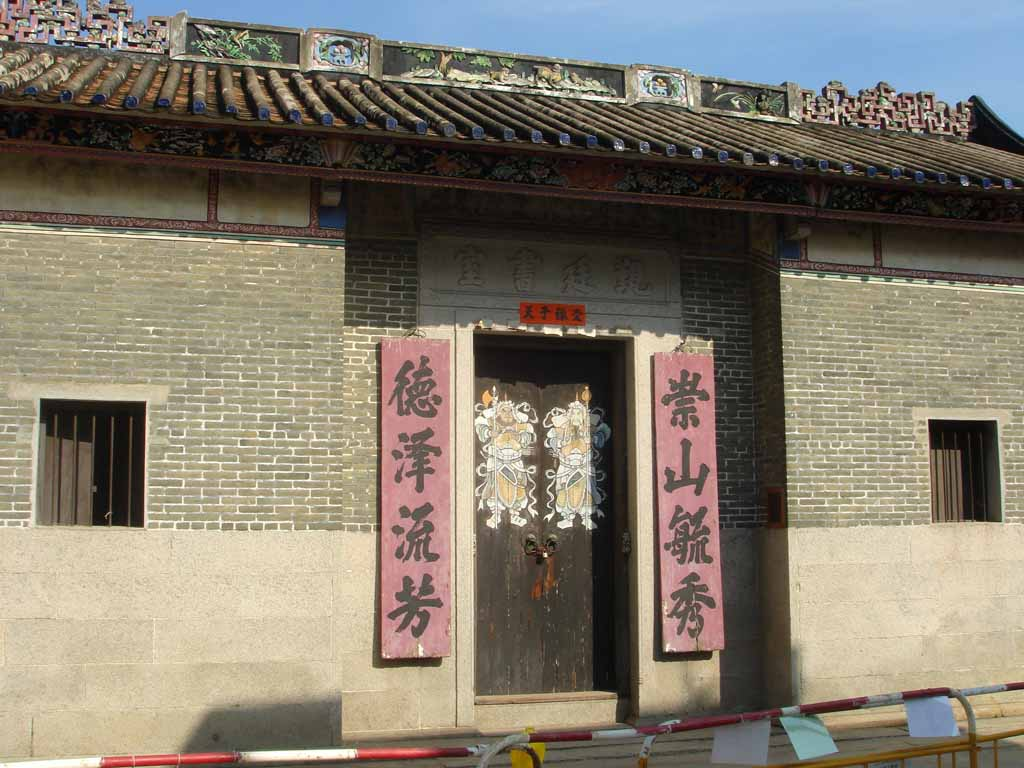
覲廷書室

香港最早有歷史記載的教育機構是位於錦田的力瀛書院，比今日廣東省內有規模的同類書院更早成立。該書院由北宋進士鄧符協建於1075年，清代《新安縣志》 載：「桂角山（今錦田）在縣東南四十里，宋代鄧符協築力瀛書院，講學於其下，今基址尚存。」鄧氏除講學外，還廣交文士、以及建書樓收藏中國古典書籍。當時文風較盛的地區還包括屏山、新田等村落。
清初時，香港地區屬廣州府新安县的管轄範圍。區內的屏山、錦田、上水、龍躍頭等地的氏族非常重視子弟的教育，並鼓勵族人參加科舉，晉身仕途，為圍村增光。他們在區內大設書室、學舍，而各氏族的宗祠、書室和家塾，懸掛子弟的功名牌匾，足見當年子弟在科舉的成就。
書院、書室多設於新界，而仍然保存下來或留有遺址的包括錦田水頭村的周王二公書院、二帝書院、屏山坑尾村的覲廷書室、粉嶺善述書室、大埔泰亨鄉善慶書室 等。而用作家塾的祠堂則包括新田的麟峰文公祠、八鄉的梁氏宗祠和郭氏宗祠、元朗廈村鄧氏宗祠、上水的廖萬石堂、應龍廖公家塾和應鳳廖公家塾等。
至於香港島，居民多為漁民和商人，望族也有興建大規模的學舍。英國於1841年佔領前，據統計全島共有五所私塾。這些私塾每間只有一位教師，學生人數和班級並沒有嚴格規定。教師會直接向學生收取脩金，採用中國傳統啟蒙課本。至1843年，在港島赤柱、石排灣、黃泥涌、香港仔等地所開辦的私塾已經多達八至十所。
香港的書院、書室是跟隨中國古代的教育制度所建立的，屬於私學的一部分。這類私學按辦學者可以分為三類：一是富有人家聘請教師在家中教導子弟，稱為家塾；二是教師在自己的家門教導學生，稱為塾館或教館；三是地方氏族開辦的學塾，稱為私塾或義塾。而講授的內容則分為高、初兩級。初級是啟蒙教育，主要教導兒童讀書寫字，課本包括《三字經》、《百家姓》、《千字文》等；高級的課本則是《四書》、《五經》，另外還得學習八股文以應付科舉。
隨着時代轉變，這些書院和私塾都逐漸轉變為鄉村學校或者公立學校。

## 殖民地時期初期

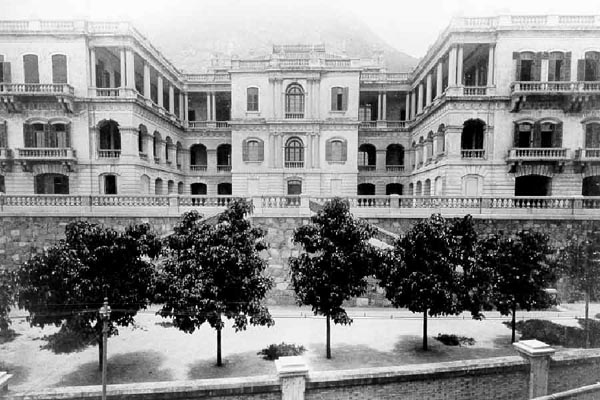
1900年的皇仁書院

1841年，香港成為英國殖民地。佔領初期，英國並沒有在香港建立正式的教育制度，只是鼓勵私人和教會辦學。這是因為香港政府當時缺乏資金和人才，教育委員會和其後的教育局均受英國聖公會維多利亞教區會督施美夫和倫敦傳道會傳教士理雅各獨力支撐。
最早到港辦學的外國教育團體是馬禮遜教育協會（Morrison Education Society）。該會於1839年在澳門創立馬禮遜書塾，並於1842年11月把書塾遷至香港，改名為馬禮遜學堂，為香港第一間英文書院。1841年至1858年間，先後來港辦學的西方宗教團體共有6間，分別為馬禮遜教育協會、美國浸信會、倫敦傳道會、美國公理會、英國聖公會和羅馬天主教會。 由於得到香港政府支持，教會學校在香港的發展相當迅速，旨在傳教和培養牧師。

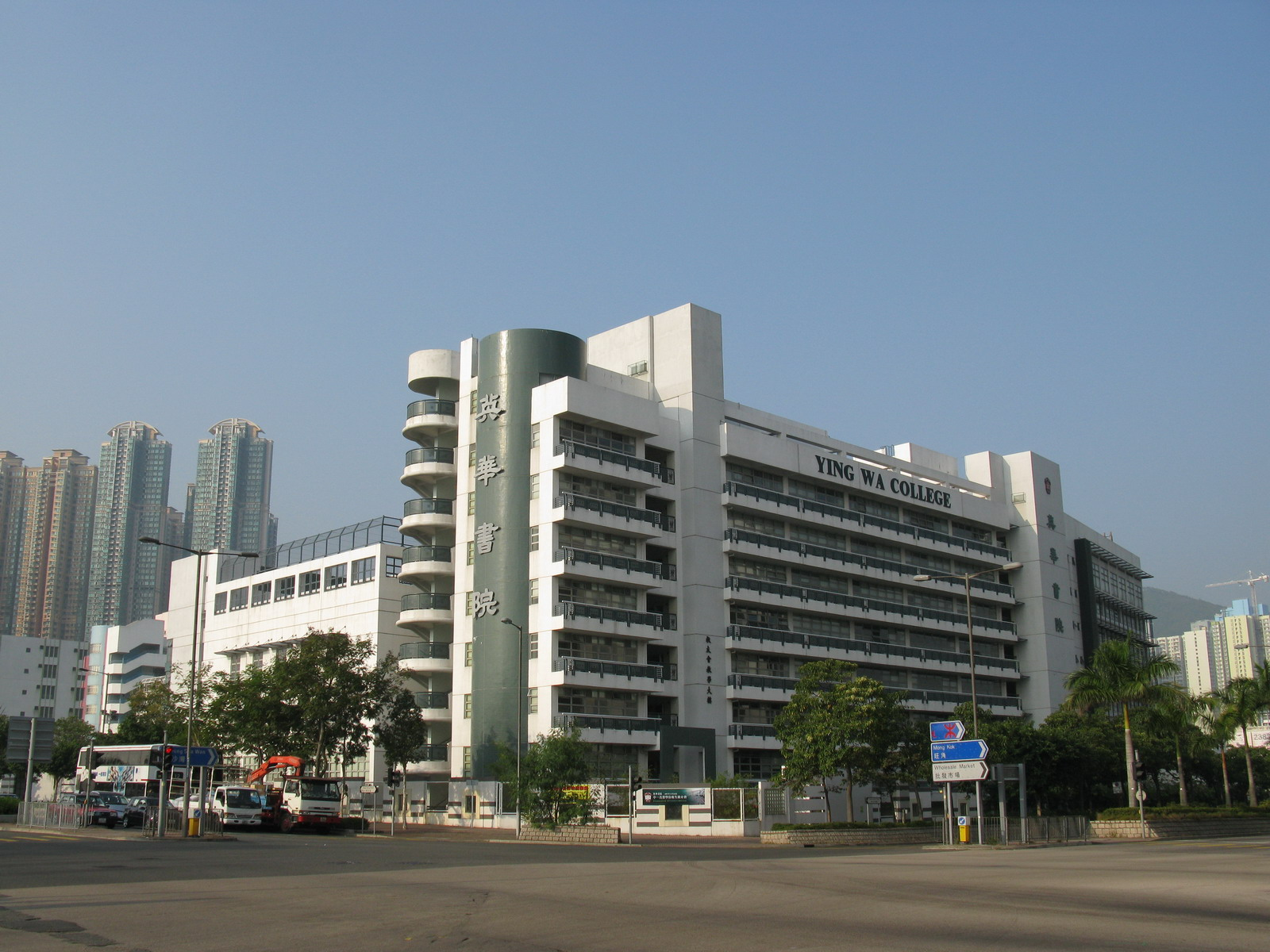
英華書院

1843年，英華書院由馬六甲遷至英屬香港。英華書院於1818年由倫敦傳道會傳教士馬禮遜在馬六甲成立。書院業務除教學外，亦有印刷設備出版不同書刊，當中包括基督新教刊物、教材、報刊及小說。英華書院為現存歷史最悠久的學校，擁有超過二百年歷史，校舍現時位於深水埗英華街。
1845年，華民政務司建議政府每月津貼十元予8間中文學塾。港督戴維斯將建議轉呈英國政府，英國殖民地部回覆稱要視乎學校課程、師資和人事任命方式才決定。1847年，港府組成調查委員會，調查維多利亞城、香港仔和赤柱學塾的情況。隨後，調查委員會發表報告，建議政府成立委員會監管受津貼的學塾。
1847年8月，港府委任巡理司、華民政務司和殖民地隨軍牧師組成“教育委員會”，負責管理資助事宜和監管受補助的學塾；政府同時又鼓勵受資助學塾轉為官立。接受轉為官立的中文學塾，於1855年改稱為「皇家書館」、又稱「國家義學」，接受每個月五元的津貼
，並受1857年制訂的《皇家書館則例》所監管。

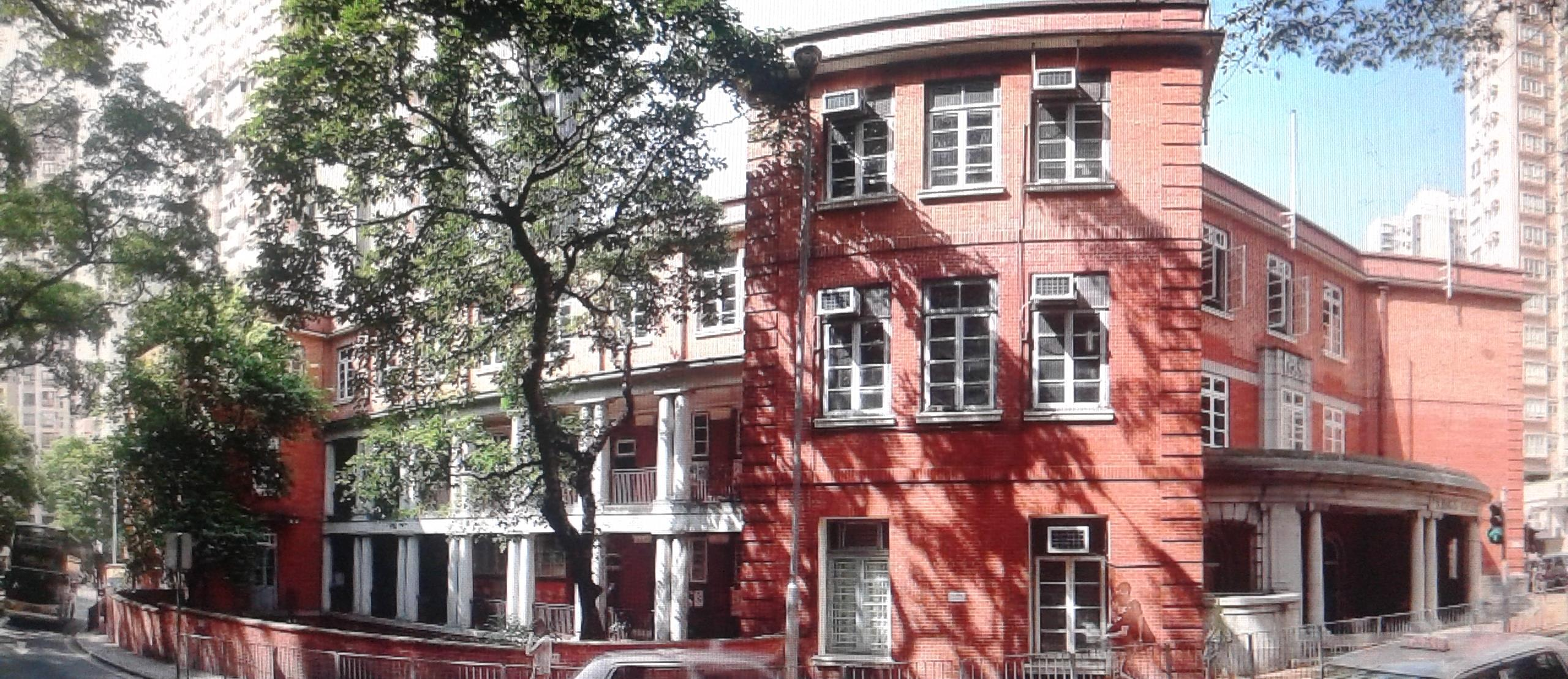
英皇書院

1860年7月理雅各領導下的教育委員會(The Board of Education)推行《理雅各教育革新計劃》，停辦維多利亞城內所有的皇家書館，並把全部的學生集中到中央書院。中央書院(皇仁書院前身)於1862年正式成立。該校校長在教育局的統籌下，還須負責視察監督港島各村落的書館。這兩項政策的推行，說明了殖民地政府相當重視教育行政的主導權，期望通過官立學校加強對青少年的影響。在1860年代至二十世紀初的五十年間的大半年份，官立中央書院（後改名皇仁書院）規定中、英文上課時間各佔一半，強調重英不能忘中，學生在語文和文化上都不容與華人社會脫節。1863年，港府為善用社會資源，將鄉村書館以免租方式移交當地居民辦理。這類書館規模較大的為東華醫院於1880年興辦的文武廟義學
，義學經費來自文武廟廟常，而管理權則交由東華醫院總理負責。至1890年時，香港共有義學六所。而值得一提的是，在九龍半島尚未被英國佔領之時，九龍司巡檢許文深為提倡鄉學，於1847年在九龍寨城開辦龍津義學，比英國同類政策為先。
直至1865年教育委員會改組成教育司署(Education Dept.)，委任了學校監督督學(Inspector of School)，由歐德理(Dr.E.J.Eitel)出任，港府領回教育義務。至於原有的私塾，港府通過提供資助，更革其課程和教學方法，同時納入其管轄範圍。
在軒尼詩於1877年上任為港督後，大力推廣本地及教會辨理的學校，修訂《香港補助書館計劃》，提出受助學校教授世俗教育不得少於4小時，但不干預教授宗教科目和課外的宗教指導。這個計劃解決了長期以來宗教教育的壟斷，學生教育便由政府主理。當時有三十四間官辦區域小學(District School)，前身為鄉村小學（Village School），同時為應付適齡學童増加，及大力推廣英文教育，增辦初中官立英文中學，提供升學機會給區域小學畢業生，稱為（Government Anglo-Chinese-School）官立英文書院，於1865年至1891年內開辦了六間官立英文書院於西營盤，油麻地，灣仔，赤柱，黃泥涌，筲箕灣，1879年成立官立西營盤書院。及至1896年，香港的英文書院已達到101間。
英語教學政策也於此時期確立，支配香港社會選校取向達150多年之久。1858年，教育委員會鼓勵普及英語教學，目的為減少華人與英人溝通時不必要的誤會，以利於英國人管理華人。當時的英文書院全以英語為教學語言，採用英文課本；中文書院須把英語列為必修科。港督軒尼詩於1877年就任時就明確指出了英語教學的重要性：「基於政治和商業上的需要，所有政府學校必須實施英語教學。」
至於香港專上教育的發展則始於1880年，時任港督軒尼詩下令成立委員會，研究將中央書院改為大學專科學校，但委員會認為計劃過於龐大，而且香港需要的是商業人才，不予以考慮。 7年後的10月，何啟博士於其捐資興建的雅麗氏醫院內創辦香港西醫書院，學制為五年，為香港第一所專上學院。香港西醫書院於1912年香港大學創辦時，與其合併成香港大學醫學院。

## 20世紀初期
20世紀初，在辛亥革命和中華民國成立的影響下，大批知識份子和清朝遺老遷港從事教育事業，促使了不少中文學校的出現。中文學校以中文為教學語言，傳授中國文化；五四運動使新思潮傳播熾熱，英國政府對香港教育的情況極為關注，因此於1935年5月派出皇家視學官賓尼（E. Burney）來港視察，後向英國國會提交了報告書。當中指出，政府不應只為少數上流社會人士的兒女提供教育，而更應重視佔香港人口大多數的華人。報告同時建議加強中文教育和關注小學教育。港府原則上接納了意見，但核心的英文教學和精英教育政策仍未有重大的改變。此外，為抗衡逐漸膨脹的民族主義，香港政府亦在20世紀初期開始推行一連串的教育本地化政策。
香港政府的教育本地化政策主要為建立漢文學校，推廣漢文教育。1912年9月，教育局成立漢文教育組（Chinese Vernaculate Education Board），負責漢文教育的發展、以及徵集資金補助學校。但該組於翌年就被廢除，教育司伊榮（Edward Alexander Irving）委任卡華利（Cavalier）為漢文視學官代替。而香港政府亦於1920年成立漢文師範學堂以培養本地教師，是為1881年開辦的官立師範學校後大型的師範學校。漢文師範學堂初期為男校，女校隨後於1925年在庇理羅士女子中學開辦。1926年為普及新界教育，又創辦了專門培訓新界小學教師的官立大埔漢文師範學堂；同年3月1日成立官立漢文中學，並與官立男子漢文師範學堂合併。這三間師範學堂均以中文授課、培訓漢文教師，再加上香港科技專科學校於1913年在皇仁書院開設的漢文師資班，四間統稱「漢文師範」。但這四間師範學堂的資源普遍不足，難以培訓更多的教師。其後，因應上述1935年的賓尼報告書和1937年法官連些路主持的委員會的建議，香港政府正式於1939年成立香港師資學院，臨時校舍設於西營盤醫院道。
除了漢文師範學校外，普通私人漢文中學的數目也在20世紀初期不斷上升。其中著名的有猶太裔印度僑商埃利·嘉道理（Elly Kadoorie）和紳商劉鑄伯興辦的育才書院、西南中學、民生書院等。大量漢文學校的出現，使香港出現了兩種中學學制。1922年，中華民國政府教育部頒布新「六三三」學制，傳統的學塾制度被廢除。1928年，香港所有的漢文學校跟隨中國政府學制，改行「六三三」，以便學生返回大陸升學；而英文學校則採用英國制度，由第八班至第一班預科課程。私立中文學校在1931年開始更可報考廣東省教育廳的高、初中會考，地位特殊。 這個雙重學制的情況要到1965年統一香港中學會考才終止。
與此同時，香港人口快速增長。為了培養治港人才，同時加強對中國大陸的影響，港督盧押曾在1908年聖士提反書院的頒獎禮上表示希望創立一所大學。1912年，香港大學正式成立，為香港第一所大學。開辦之初，只有醫學院和工學院，後來才增設文學院和教育學系等。當時的主要教席均由非華人擔任，而中文系則邀請許地山等學者領導。根據1911年頒布的《香港大學堂憲章》，香港大學不直接隸屬殖民地政府，但與政府有直接關係；校長由港督擔任，實際職務由副校長負責，最高權力機構則是校董會。建校之時，英國政府只捐助每年三百英鎊，建築費用還需要得到各界捐獻。大學建成造就了不少政府官員，也顯示了政府對精英教育的重視。
香港的第一道教育條例、以及決定每年中學六年級學位的會考也是在此時期確定的。1913年，港府通過《一九一三年教育條例》，所有津貼、補助、私立學校均須受到政府監督，並必須向教育司署註冊，如不按照規定會被罰款和起訴。這一條例實際上針對的是私立漢文學校，以防過度發展而不受控制。考試方面，香港大學為保證學生質素，於1935年6月開始舉行全港中學畢業會考，但兩年後根據賓尼報告書的建議把會考移交由教育司署舉辦，香港大學則負責入學試。
光明文化事業出版公司的創辦人鄺湛銘是廣東台山人，在香港就讀光華中學。根據他的自述在1925-27年間即省港大罷工年間，他的思想受中國革命政治之「血與火的洗禮」。使他為紀念祖國抗戰的史實，紀念海外僑胞熱烈救亡的工作而出版不同的書籍。鄺湛銘在香港的學習使他培養出強烈中國民族主義意識。
1937年，七七事變爆發，日本發動全面侵華戰爭。香港學生積極投入抗日援助工作，成立香港學生賑濟會，共有三百多間中、英文學校參與。

## 日治時期

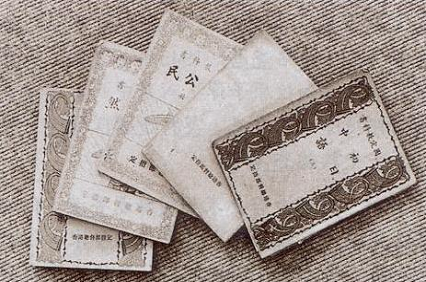
日占時期的指定中小學教科書

1941年12月，日本發動太平洋戰爭，並進攻香港。同年12月25日港督楊慕琦宣布投降，開始了三年零八個月的艱苦歲月。日治初期，香港由臨時軍政府統治，教育全面停頓，大量教師流失。1942年2月，日本正式設立香港占領地政府。由於處於太平洋戰爭時期，港日政府無力顧及教育的發展，加上缺乏教師，使得香港教育停滯不前。
雖然如此，港日政府仍著意恢復香港的教育。其教育政策主要有三大目標：一是透過學校要求教師配合宣傳「東亞共榮圈精神」；二是透過大力推動日語教育、減弱中英文的影響力，從而確立日本文化作為宗主的地位；三則是設立短期專科學校以暫時舒緩人才短缺的問題。
日治時期的教育有明顯的日化色彩，以宣揚大東亞共榮圈為宗旨。1943年4月1日，香港東亞學院院長小林就說該學院成立目的為：「使對於香港占領地總督部管轄地區內居住之中國青年，以東洋精神為原則，日本道德為基礎，實行師範教育，而亦同時實施實務教育，目的即養成中國人成為真正東亞之中國人，奉行日本一德一體親善友好提攜之實現，使共同向大東亞共榮建設之途邁進。」 從這段講話就可以得知，日本人企圖以日本文化塑造香港年輕人，使他們認同大東亞共榮圈，以加強對他們的統治。
因應人才短缺的問題，也同時為了日本的利益，港日政府在香港設立了不少專科學校。1942年，政府開設教員講習所，以解決大量教師逃離香港後的師資真空問題。隨着戰事白熱化，日本更需要靠海運輸送物資和疏散人口，因此政府於1943年3月成立「海員養成所」，所址設於育才書舍舊址，分設航海科和機關科。日本非常重視這些畢業生，畢業後無論是否有工作都每月發放薪金60元，被派往海上前線的更增加一倍。同年5月，政府為推動日語教育，創辦了日語教員講習所，開班頻密，至6月底已有五期結業生。10月又設立農事傳習所，培養辦理農事的職員。
日治期間，絕大部分停辦的學校並無恢復，全港學生人數由淪陷前約12萬，銳減至約7000人。。港日政府成立後，恩威並施，努力拉攏留港的教育界人士。1942年5月政府宣布20所學校復課，包括光華、西南、知行、信修、港僑、湘父、鑰智、麗澤、華仁、聖保祿、培正、九龍塘、德貞、德明、聖保羅女校、聖瑪利、聖類斯工藝院、香港仔兒童工藝院和中國兒童書院。1943年學校數目增至34所，但某些學校被政府懷疑「不忠」被迫再度停課。政府規定所有教師必須學習日語，學校每週必須教授日語4小時以上，並禁止教授英語。但許多家長寧願子女失學，也不願接受日本的奴化教育。為了進一步管理文化教育事務，港日政府於1943年在民治部下成立文教課，首任課長為長尾正道；並制訂了《私立學校規則》和《私立日語講習所規程》。
日治時期的專上教育亦可謂完全停頓。戰前的兩所專上院校：香港大學和羅富國師範學院一直停辦，至1946年。於是，港日政府於1943年5月成立東亞學院，校址設於水城區（今西營盤）列堤頓道聖士提反女校。學院以為各政府機關、銀行、學校和商業機構培養人才為目的，設普通科，招收高小畢業生修業一年；高等科則招收高中畢業生修業兩年。同年9月又為日本子弟開辦國民學校。東亞學院和國民學校均受政府資助，其餘學校一律自負盈虧，因此當時就有華人組織華民慈善會，為窮苦學生提供1000個免費的平民學額。
1945年3月，港日政府改組文教課為第一課，課長為福簡定朝，但改組不足半年，至8月日本無條件投降，香港恢復由英國統治。

## 第二次世界大戰以後

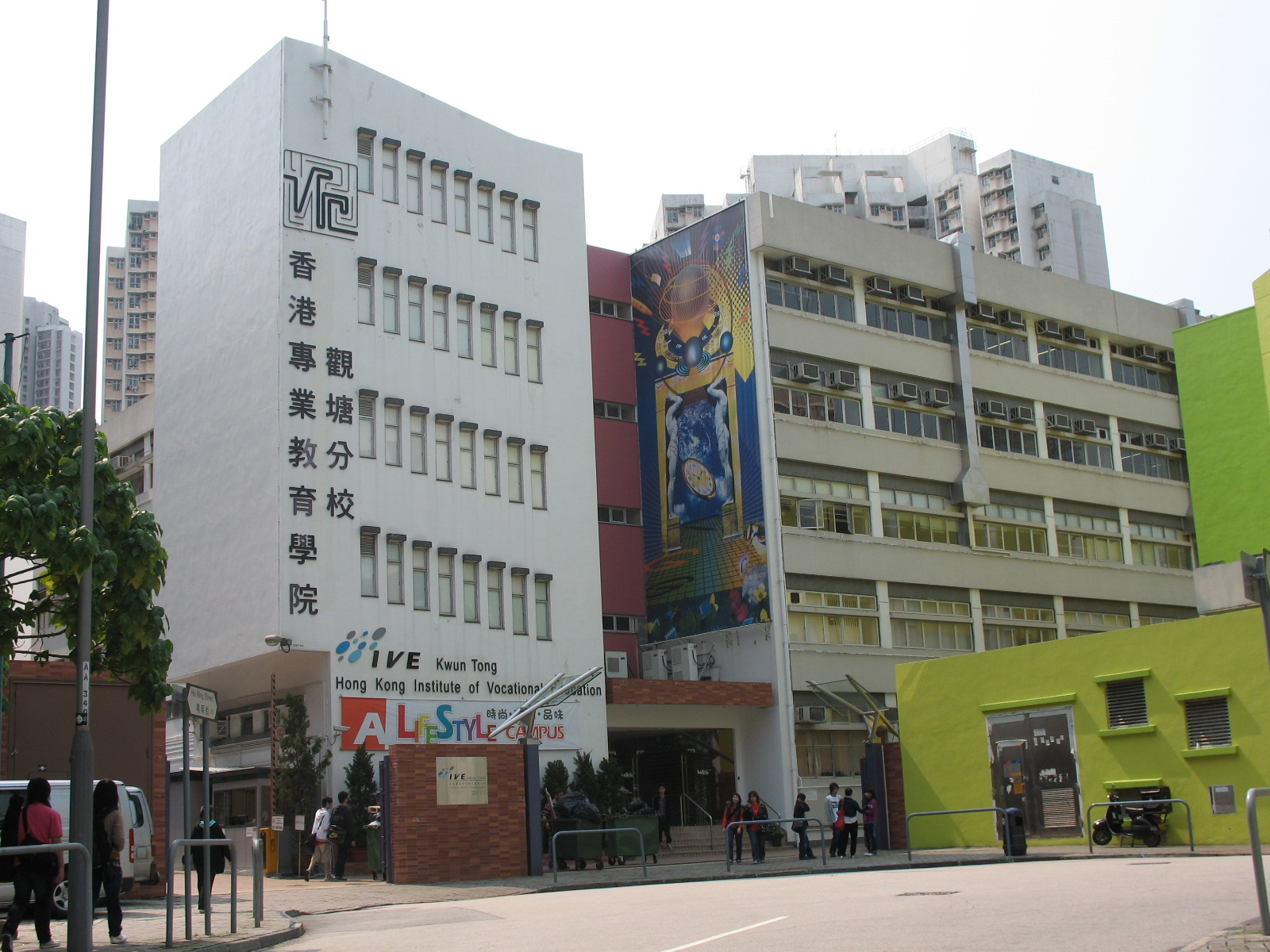
前身為觀塘工業學院的香港專業教育學院觀塘分校

1945年香港重光後，重建教育事業面臨種種困難，包括校舍被毀、實驗室被破壞、圖書館書籍散失、桌椅校具不敷應用等問題。中國大陸又迅速爆發內戰，大量居民湧入香港，令學校數目和學額遠遠供不應求，香港出現嚴重的失學問題。香港政府恢復對學校的管理控制後，隨即在1947年公佈了多項《學校應守規則》以加強對學校的管理。 原名為旺角勞工子弟學校及勞工子弟中學的創知中學於1946年創辦，為首間為解決工人子弟失學問題的勞校教育機構。 政府更於1950年擬定了「十年建校計劃」，希望在十年內提供足夠的學位收容適齡的小學兒童和希望升讀中學的學生。但這項計劃因受到中國大陸政權的變更而無法適應。
除了港府的措施，民間團體也有相應行動。戰後很多民間慈善團體、宗教團體、工會、同鄉會都相繼在舊式樓宇開辦了不少義學和識字班。如大埔官立學校免費識字夜校、東蓮覺苑寶覺女子職業學辦、鴨脷洲漁民學校等。而在大埔和元朗兩區也開辦了兩所成人夜校，提供了逾一千個學位。這些班都是免費或只徵收極低廉的學費的，幫助解決了不少青少年失學的問題。同一時期，私立學校和親北京的左派學校也紛紛創辦。至1960年代初，香港政府忙於消除左派學校的影響，採取各種措施打壓，如遞解香島中學校長出境和收回旺角勞工子弟學校及漁民學校的直接管理權等；至後期才轉為滿足社會的需求。
1950年代開始，香港人口再有急速的增長，為應付這股壓力，政府迫於無奈邀請不同的國際專家為香港教育作詳細的報告，以計畫擴展中小學。第一份為1951年12月發表、對制定殖民地教育政策有重要影響的《菲沙報告書》。報告書建議港府利用當前的中國政治對香港教育影響的形勢、以教育來加強英國的影響，並加強對教育的控制和管理，以及大力推行英文教學，從而提升及維持香港和英國之間一種親密的關係。例如當時成立的委員會提出去國族化的教育方針，讓中文和中史教育減低中國的影響，讓學生學習更中立的語文文化和歷史。這份報告書也提出要發展小學和師範教育。政府因應形勢，在1955年8月開始推行《小學擴展的七年計劃》，包括建立五間官立小學，大量增加小學學位。在這個時代背景下，一些傳統學校（例聖若瑟英文小學與中學）及天台小學就此誕生。
而1963年和1965年更是擴展計劃的里程碑；1963年港府發表《教育委員會馬殊－森遜報告書》，落實取消小學入學試、擬定資助則例、擴展新界中學學位、減低師生比例等措施。政府隨後在此報告書的基礎上，於1965年6月發表《香港教育政策白皮書》，建議讓80%兒童可以入讀由政府資助的小學，及使約15%的小學畢業生能升讀官立中學、資助中學及若干選定的私立中學。這份報告書奠定了以後十多年的政策走向，即以學位數量為政策發展的目標和以發展由政府資助的學校為主線。
1970年10月，港督戴麟趾於《施政報告》宣布翌年起實施強迫小學義務教育，並制定《入學令》，規定對不送子女上學的家長之刑罰。麥理浩隨後上任，更致力把普及教育推廣至初中。1973年8月，教育委員會發表《教育委員會對香港未來十年內中等教育擴展計劃報告書》，目標在1981年能讓80%少年獲得資助初中學位。但麥理浩對報告書提出的步伐不甚滿意，於是在立法局成立專責小組，最後於1974年10月完成了《香港未來十年之中學教育》報告書，目標於1979年推行九年免費教育，以及建議取消中學入學試、推行浮動班制 和買位制 等。其後，麥理浩突然於1977年10月5日宣布將九年免費教育提前到1978年施行。據研究發現，這是因為當時香港法定最低勞工年齡（14歲）比國際慣例（15歲）要低，港督為挽回當時面對的「國際信用危機」而倉卒決定的。 這項政策使得每一個小學畢業生都能升讀初中接受教育。
由於港府目標在擴展中小學教育，高中和專上教育的發展在1990年代前仍然非常有限，在此時期比較突破性的是香港中文大學的成立。早於1951年，港督葛量洪委任賈士域（Keswick）就香港高等教育作出研究報告，當時的結果是不主張另設一所新的中文大學。雖然1950年代香港開始出現一些專上學院，如香港浸會學院，但這些學院的功能並不能與大學相提並論。至1959年，港督柏立基邀請富爾敦（J. S. Fulton）來港考察，並建議香港大學開設中文部，但被港大拒絕。於是他提出把當時的三所中文專上學院合併，以組成中文大學。中文大學的籌備工作於1961年6月正式展開，港督任命關祖堯為籌備委員會主席。香港中文大學終於1963年10月17日正式成立，打破了英國普遍在殖民地只設一所大學的傳統。而高中的發展則要等到1977年《高中及專上教育綠皮書》的發表才開始，綠皮書提出適齡少年應有50%獲得資助的學位，但受到社會上普遍的反對。1978年10月，《高中及專上教育發展白皮書》 就把數字由50%提高至60%，以抒民憤。直至1988年，這項政策仍未有重大改變。
這一時期更發展了香港歷史上首次的師範和職業教育。香港政府於1951年9月成立葛量洪師範專科學校，用以培養初中和小學的文憑教師。至1960年，由於學額擴展，師資培訓也要作出相對的配套，成立柏立基師範專科學校。而隨着香港工業化，職業教育也相對獲得重視。政府於1957年12月將早於1937年成立的香港工業專門學院從灣仔活道「紅磚屋」遷往紅磡新校舍，培養技術員和技工；學校於1972年3月24日改組為香港理工學院。為回應1974年的教育白皮書，港府積極發展工業學院，除了早於1969年成立的摩理臣山工業學院外，教育司署於1975年建立葵涌工業學院和觀塘工業學院、1976年開辦黃克兢工業學院，以及1979年創立李惠利工業學院。 在香港訓練局的建議之下，建造業訓練局和製衣業訓練局也相繼在1976年8月17日和10月19日開幕。
除以上種種外，1970年代的香港政府也要開始面對日漸敢言的教育界人士。從前，政府成立的教育委員會主要成員都是政府的夥伴，例如教會；決策權往往掌握在教育司的手中。惟隨着津貼學校數量的增加，政府成為教師的大僱主，教師因而開始關心自身權益，為政府添加了一股壓力。1973年，文憑教師 採取工業行動，爭取薪酬權益；13個教師職工會更因這次行動而聯合起來，成了香港教育專業人員協會的雛型。教協是眾多壓力團體規模最龐大，系統架構最完整健全的一個組織，對於教協的功能定位，創會秘書潘天賜表示對於社會公義的議題，教協充當支持者的角色，而關於教育的議題則會一馬當先，擔任發起人和主導者的角色。教協代表教育界的基層教師，一直為教師爭取合理權益而努力。教育團體公開發表言論也越來越多，報紙甚至出現了教育版討論教育政策。但是港府的決策機制並沒有作出調整，容納社會的意見，這造成了不少示威遊行，激化了民間的反政府情緒。這種情況要到1981年港督麥理浩邀請經濟合作發展組織（OECD）派出國際顧問團到香港考察，才出現了戲劇性的變化。
1973年，文憑教師發起罷課，是香港教育歷史上的大事件。挑戰殖民地政府對教學上箝制的抗爭運動。同樣在七十年代初期，學生及護士亦發起連串運動，其抗爭手法及抗爭目標均為教師抗爭立下先列，且起前驅探路之功用。在該時期的數次抗爭運動中，教師運動之人數最多，引發社會關注度亦最高，還在該時期成立了教協，把運動成果制度化。

## 主權移交前
面臨主權移交，中英兩國領導人一致同意透過外交途徑解決香港問題。1984年，兩國簽署《中英聯合聲明》，確認中華人民共和國從1997年7月1日起恢復對香港行使主權。自此，香港進入主權移交的過渡期，教育發展亦不例外。這個時期，在各方環境因素的配合下，香港的教育得到迅速的發展，尤其在專上教育和教育行政方面。
1981年6月，港府發表《香港教育制度全面檢討》報告書，為來港的國際顧問團提供參考資料。至1982年11月，國際顧問團 完成考察，發表《香港教育透視》報告書；雖然沒有新意，但因為對香港的教育政策作出了可觀的評估而獲得教育界的好評，並為港府所接納。在七十年代末實行九年免費教育後，人們對教育的需求也相對的增加，高中的入學率不斷的提高。官立學校的學位在數字上仍然維持著1978年發表的白皮書的60%，但很多學生在中三後都轉到私立學校繼續升學，1980年時的純入學率就已經超過90%。而事實上，根據政府教育統籌委員會的統計，1983年高中的純入學率亦已經達到了84.6%。因此，根據國際顧問團建議而成立的教育統籌委員會在其第一號報告書 中就因勢利導將政府資助高中學位提高到84.6%，全面普及了高中教育；預科的學位則維持在高中學位的四分之一。
可是，隨著高中普及教育的推行，預科和大學入學之間就形成了嚴重的瓶頸。1981年，大學學位就只能滿足2%的適齡青年。根據1978年的白皮書，往後10年的高等教育學位每年只能維持3%的增長，進度非常緩慢。到80年代中期，港府在其財政預算中透露，將逐年增加大學入學率，並在2000年達到14.5%。1988年，港督衛奕信突然在其施政報告中宣布加快高等教育的步伐，把14.5%目標提前到1994年，2000年則定為18%。1989年六四事件後，港府再度加快步伐，宣布把2000年18%的目標提前到1994年實現。當年的入學率只有6%，換句話說就是要在5年內把入學率提升3倍。
為了實現擴充大學學額的目標，港府除了增加現有兩所大學的學位外，還計劃興建香港科技大學作為香港的第三間大學，香港科技大學於1991年起開始收生。另外，港府於1980年代初決定開辦一所繼香港理工學院後的第二所專上理工學府，香港城市理工學院於1984年10月22日正式開辦，設有會計、商業和管理、語言、社工、電腦和數理等六個學系。1980年代末期的高等教育加速政策，普遍認為是商界的催促和政治的考慮而衍生出來的，商界擔心在1997年後，人才流動性減低會導致人才短缺，因此希望香港能自給自足；而港府經過六四事件的衝擊，也明白到民主發展要依靠高等教育，於是高速發展高等教育，香港理工學院、城市理工學院和香港浸會學院更於1993年獲准升格為大學。1987年10月，香港總督在施政報告落實籌建香港公開進修學院，提供持續教育及大學學位課程，香港公開進修學院籌備委員會於1988年成立，學院於1989年起收生，並於1997年升格為大學。1991年，政府批准嶺南學院兩個榮譽文憑升格為學位課程，1995年遷入屯門虎地的新校舍，嶺南學院逐漸邁向正名大學之路。
1990年代高等學歷普及化的政策造成大學畢業生供過於求的現象，也為香港帶來了大學質素和畢業生出路等等的問題，是90年代至今也要面對的主要問題。
值得注意的是，職業教育在八十年代也有相當顯著的發展。1982年2月，香港訓練局改組為職業訓練局，並在其下成立一個由勞工處中的訓練部門（主要負責職業訓練中心和學徒訓練計劃）和教育署中的工業教育部門（主要負責工業學院）合併而成的工業教育及訓練署。職訓局隨後在原有的5間工業學院的基礎下，再成立3間工業學院，分別是1986年創辦的屯門工業學院和沙田工業學院，以及1988年建立的柴灣工業學院。為了培養藝術人才，港府於1984年創立香港演藝學院，設舞蹈學院、戲劇學院、音樂學院和科藝學院。
教育署在回歸前1997年3月發表《職業先修及工業中學教育檢討報告書》，指出「大部分工業中學現時所提供的課程，與文法中學所提供的十分相近」，因此「建議工業中學如屬意從其學校名稱除去『工業』的字眼，應可獲批准」；又提出「學校應避免要求初中程度的學生學習某些特定行業的技能」，建議本港的工業學校可把帶有標籤性的名詞從校名中剔除。受當時政策影響，學界去工業化影響香港科技教育的發展，亦加速香港工業外遷，如原有晶片工業外遷到台灣及新加坡發展，影響香港科技發展。
此後，不少工業中學已把原校名的帶有標籤性的「工業」二字除去。轉為一般文化中學
1990年11月22日，教育統籌委員會發表第四號報告書，其中提到了「學習目標及目標為本評估」（TTRA）的建議，為90年代教育政策的一大爭議。在建議推出後，教育署計劃在20間小學進行試驗，但得出的調查指三分之一的學校認為計劃未如理想，教育署遂提供支援。因為教育界的巨大反響，教育署在1993年4月23日宣布押後計劃，並成立諮詢委員會。1994年10月20日，教育署公佈推行「目標為本課程」（TOC）的時間表，決定1995年再在70間小學的一年級試驗，並於2000年9月拓展至整個小學階段。教育界對這個計劃意見仍然甚多，認為計劃對教學並沒有多大的改善，也只會增加教師的工作量，要求推行教育改革。
學前教育方面，殖民地政府一向採取放任政策,直至1983年《小學教育及學前服務白皮書》中，才草擬有關批准幼稚園繼續為三歳兒童開辦幼兒班的草案，而幼稚園須按《幼兒中心條例的要求》註冊辧理。由於當時白皮書制定幼稚園為一至兩年制，因此當時大部分幼稚園都奉行兩年制。及後配合社會發展改為三年。
在教育決策方面，經國際顧問團的建議而成立的教育統籌委員會紓解了一些七十年代末以來教育界的反政府情緒。1986年立法局改組，首次出現由選舉產生的代表，教協主席司徒華因此代表教育界進入了政府架構，港府後來更委任他進入教統會。至90年代，政黨的影響力越來越大，扭轉了政府一直以來對教育的主導性。政黨可以左右立法局的討論，並利用財政問題改變教育政策的方向，1991年否決津貼中學參加「直接資助計劃」就是個好例子。同時，政黨也可以透過立法局獲得大量的政府政策資訊，在擁有權利和資訊的優勢下，政黨對教育政策的影響就非常大。

## 主權移交後

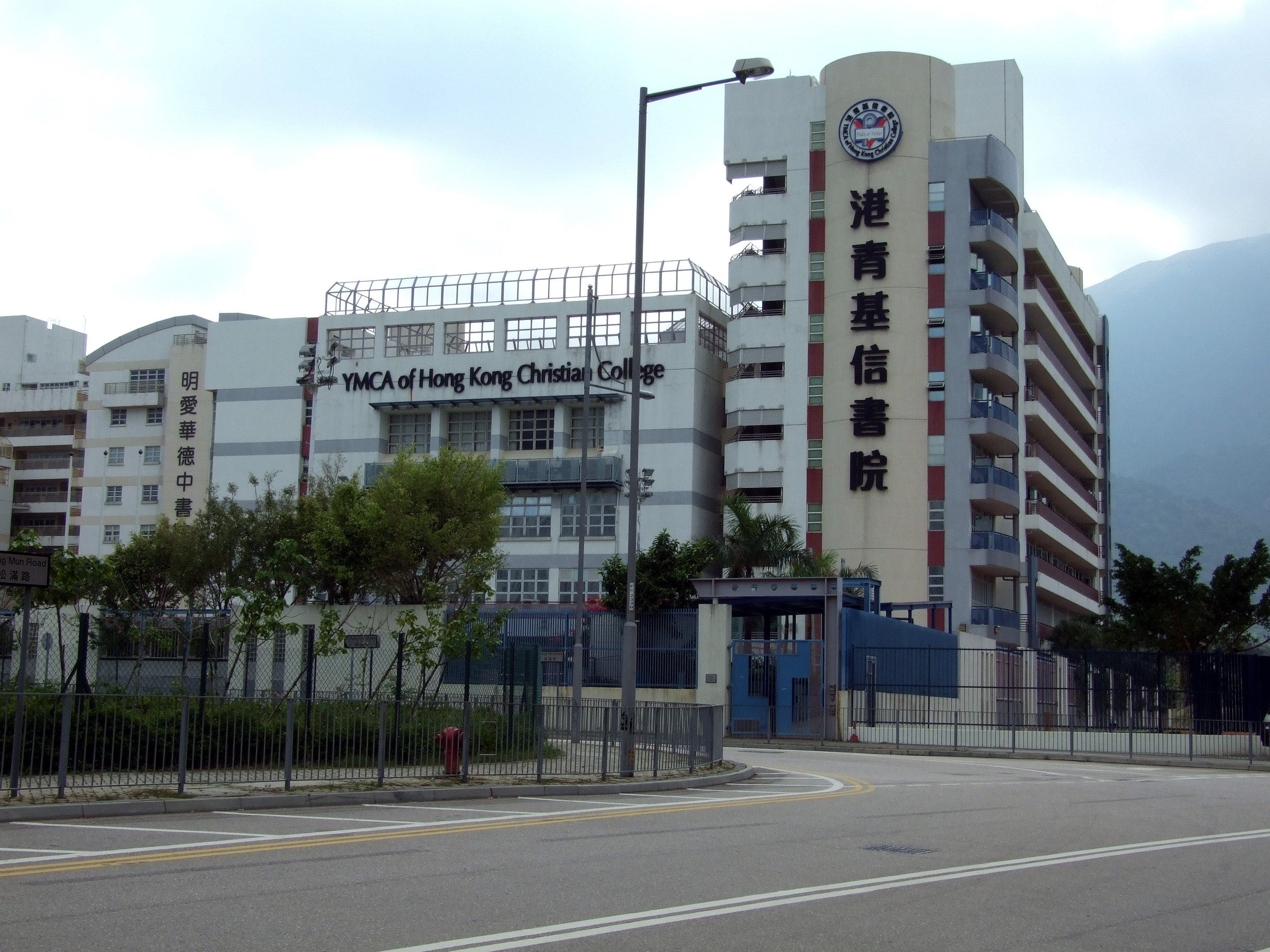
港青基信書院，是東涌內唯一一所以英文授課的中學

1997年7月1日，香港主權正式移交，根據《基本法》實行港人治港、高度自治，同時保障實行原來的教育制度，並由特區政府在原有的教育制度下發展教育。行政長官董建華在其每年的《施政報告》中都用大量篇幅解釋教育政策和措施，並著手推行教育改革。而其中最為爭議的就是學校課堂語言的問題。特區政府早於主權移交初期便強調母語教學，要在1998年全面落實，但准許一些學校向教學語言指引評審委員會申請豁免，100間中學達到要求可以繼續運用英文作為教學語言。而同時也有24間中學落敗，其中20間上訴，期間批評審議不公平，缺乏透明度，並作出抗議。1998年3月13日，20間上訴中學的其中14間得直，特許使用英文為教學語言的中學數目增至114間，其餘300多間中學則必須使用母語教學，並承諾三年後檢討。可是，三年期滿後政府卻宣布延遲三年再作檢討，至2003年檢討仍未開始，最終才落實在2009年進行檢討。母語教學的政策帶來不少問題，其中最為顯著的是標籤效應，獲批准使用英文作教學語言的中學在這政策中彷彿成了名校，家長普遍追捧這類中學，以子女入讀英文中學為榮。此外，教育界普遍也對母語教學的成效意見分歧，有些認為母語教學能加強學生學習的能力，有些則擔心政策下香港學生的英文水平會有所下降。2007年高考放榜，英語運用科及格率跌至12年新低，只達73.9%，較2004年母語教學前的高考下跌了5.5%。津貼中學議會和英文中學聯會均認為英文水平下跌是無可避免的；近年會考英文科成績有進步，只是因為不少學生都報考較淺的課程甲，因此母語教學的影響至高考才見明顯，並激發社會大規模對母語教學未能提升英文水平的討論。2008年，教育局終決定微調教學語言政策，但具體措施仍在研究當中。
此外，香港教師語文能力評核（俗稱基準試）的推行也引起軒然大波。教育統籌局在2000年5月根據教統會於1995年12月發表的第六號報告書 中提出的「為所有教師訂定基本語文水準」政策擬定具體做法，教師工會發起教師聯署抗議和罷考，並組織遊行集會。教統局局長在聽取教師和多個教育團體的意見後，檢討修訂有關政策和措施，並延至2001年3月正式舉行基準試。其後的基準試，特別是英文科，合格率普遍偏低，而未達標的教師則必須在2005/2006年度達標，否則就會面臨調職甚至失業。這項考試被教師們抗議為針對年長的語文教師而設，增添了教師的壓力；而社會人士和教育界人士也批評考試透明度低，對中小學的語文教師「一刀切」。
在學制方面，特區政府亦計劃香港脫離英式學制，實行跟亞洲大部份主要的國家尤其是東亞，包中國大陸所採用的「三三四」學制，即初中三年、高中三年、大學四年；因應學制改革，多個新高中科目也會同時推出。有評論分析，實行「三三四」學制是含有政治上非殖民化的考量，代表香港脫離英國殖民影響，背靠中國，因此反對「三三四」學制的意見並不多。 但教育界擔心改制後的新課程由於未必能與海外中學畢業證書接軌，而國際間也尚未有一個普遍通行的預科文憑標準，使將來學生到海外升學時可能會有認受性的問題。2007年，特首曾蔭權更在其《施政報告》中落實於2008/2009學年起提供全面免費教育，即小一至中六（或中七；舊制下13年，新制下12年）。政府又鼓勵各大學增辦副學士課程。特首董建華於2000年的施政報告指出要在2010年或之前讓六成高中學生接受大專教育，副學士應運而生。根據2001年的統計，八間高等院校的副學士課程、高級文憑課程和其他非學位課程的學生總人數多達13,213人。但現時的學士學位只有800多個可供副學士畢業生報讀，也令教育界擔心副學士學生升學所遇到的瓶頸問題。
除以上爭議外，小班教學、教師工作量、大學合併、大學資源與獨立自主問題（參見香港教育學院風波）、優質教育基金的審批等等均是激烈的討論議題。而需要訴諸法律解決的，更包括校本條例。自2000年教育改革推出後，已有十多名教師輕生；香港中文大學香港健康情緒中心一項調查亦指出教師不少壓力是來自教育改革，反映了教改進程對教師的龐大影響。在往後的日子，教育被認為仍然是特區政府要面對的重要課題。

## 21世紀
在21世紀，香港學制及教育生態亦出現多次重大的改變。

### 自願優化班級結構計劃
由於香港移民潮及出生率偏低和持續下降而引發的殺校潮，教育局於2010年推行的自願優化班級結構計劃政策。

### 幼稚園學券制
2006年，香港特區政府宣佈為香港幼稚園引入學前教育學券計劃，形式資助每名幼兒10000元港幣用以支付學前教育費用，但只限非牟利幼稚園學生家長可以申請；2007年9月香港特區政府推行學前教育學券計劃，間接為非牟利幼稚園提供資助。

### 三三四新高中學制
以往，香港採用英國的三二二三學制的三年初中、兩年高中、兩年預科及三年大學本科課程，經過此改變之後，將改為東亞地區（中國大陸、台灣、日本及韓國）、加拿大及美國等國所採用的三年初中、三年高中及四年的大學本科課程。政府亦推行各個新的科目，並聲稱此舉可以給予學生能夠報讀更多實用的課程，以及能更專注於學習及生活，而並非對考試技巧的操練。政府已在2009年新學年起推行「三三四」學制。可是，學界擔心新課程由於未必與海外中學畢業證書接軌，而國際間現時尚未有一個普遍通行的預科文憑標準，使將來學生離港升學時可能會有認受性的問題，因此香港考試及評核局正和不同的海外大學商討認可香港中學文憑考試為入學資格。
公民與社會發展科為2021/22學年起在中四級開始推行的「優化高中四個核心科目」之一，修訂自2009年起推行的通識教育課程，將於2024年香港中學文憑考試正式進入考試內容。

#### 末代會考
因應三三四高中教育改革，故2010年的會考為最後一屆開放予應屆學校考生香港中學會考。此屆會考被稱為「末代會考」。不過，真正的最後一屆會考是在2011年，因為考評局已表示會於該年舉行一屆會考讓考生重考部分科目，然而所有考生只能以自修生身份報考，而不會再開放予學校考生應考，亦只能報讀四年制大學。
是屆會考共有58,699名考生獲得入讀中六的最低資格(語文科以外的科目取得不低於4科及格，或3科及格但5分以上的成績)；而有26,583名應考至少六科考生成績最佳六科的總積分達14分或以上，但亦有6,448名考生報考的6科全部不合格，只得零分。

### 殺校風波
由於入讀中一的學生人數正在下降，由2010年至2016年下降21,500人，因此情況令人關注，有見及此，教育局決定暫停在2010年殺校一年。

### 大專升格為大學

#### 樹仁升格為大學
於1971年創校時因堅持提供四年制大學課程，不符合香港大學學位標準三年制的規定，一度只能以學院名義營運。2006年12月19日，學院獲行政長官會同行政會議通過正名動議，正式承認其大學地位，成為香港首間私立大學，並於2007年2月14日正式更名。

#### 香港教育學院正名為香港教育大學
早於2007年6月當時的香港教育學院（教院）通過發展藍圖向政府呈交正名大學的申請，2012年香港教育學院才向教資局提交《正名大學最後準備》的報告，二年後2014年也向教育局提交了大學名稱申請，最終於2016後行政長官會同行政會議批准向當時的教院授予大學名銜 ─ 「香港教育大學」及「The Education University of Hong Kong」。隨着《2016年香港教育學院(修訂)條例》於二零一六年五月二十七日刊憲，教院已正名為「香港教育大學」。前後共花費了九年的時間。這正名確認香港教育大學將更能發揮其為本地及區域教育發展擔當更有效的角色。 （页面存档备份，存于）

#### 恆生管理學院升格為香港恆生大學
香港恆生大學最早可以追溯到1980年，當時命名為恆生商學書院，為當時的學生提供文憑與副學士學位課程。然而，恆生商學書院因應時代的變遷於2010年改組成恆生管理學院。同時根據《專上學院條例》正式註冊成為一所非牟利私立專上學院，並開始提供本科及以上之學位課程。而2018年10月30日，恆生管理學院獲香港特別行政區批准，正式更名為「香港恆生大學」，成為香港第二所私立大學。 （页面存档备份，存于）

#### 明愛專上學院升格為聖方濟各大學
2024年1月9日，明愛專上學院正式由專上學院，升格為一所私立大學—聖方濟各大學，成為香港第三所私立大學

### 大學改名

#### 香港公開大學更名為香港都會大學
香港公開大學，於2021年9月1日起，正式改名為香港都會大學。

### 公民與社會發展科
自2021/22學年起，中四級開始推行的「優化高中四個核心科目」，取消通識教育作為核心課程，並增設公民與社會發展科為核心課程。首屆公民與社會發展科的香港中學文憑公開考試將於2024年開考。

### 中學文憑試丙類其他語言科目改革
在2012年至2024年的文憑試「丙類其他語言科目」，是採用劍橋大學國際考評部(Cambridge Assessment International Education) 的高級補充程度（AS level）試卷及評級。由2025年起，考評局將取消這個安排，並改以採用當地官方的國家文化機構的官方語言考試直接評核，並增設韓語，取消印地語和烏爾都語，期望增加相關考試的認受性。

### 應用科學大學
於《2023年度香港行政長官施政報告》中提出發展香港成為國際專上教育樞紐，並推動成立應用科學大學。其後教育局委任香港學術及職業資歷評審局為顧問，訂立成為應用科學大學的條件，範疇涵蓋管治、管理、質素保證、學習環境及學生支援，以及業界合作和認受性。經評審局進行機構評審，香港都會大學於2024年3月21日獲教育局批准成為首間應用科學大學。聖方濟各大學於同年11月1日獲批准成為香港第二所應用科學大學。
2024年11月11日，香港政府宣布應用科學大學聯盟在教育局的推動下正式成立，其創會成員共有四所專上院校，其中香港都會大學和聖方濟各大學為正式成員，而東華學院和香港高等教育科技學院則為附屬成員。

## 參看
- 香港歷任教育首長
- 香港教育

### 相关书目
- 阮柔：《香港教育：香港教育制度之史的研究》，香港進步教育出版社，1948。
- 方美賢：《香港早期教育發展史》，香港中國學社，1975。
- 邱小金：《香港教育發展：百年樹人》，香港市政局，1993。 ISBN 962-7039-29-2
- 明基全：《教不倦：新界傳統教育的蛻變》，香港區域市政局，1996。 ISBN 962-7213-21-7
- 齊紅深：《日本侵華教育史》，北京人民教育出版社，2002。 ISBN 7-107-18321-4
- 陸鴻基：《從榕樹下到電腦前：香港教育的故事》，香港進一步多媒體有限公司，2003。 ISBN 962-8326-51-1
- 吳灞陵、吳國基：《香港年鑑》，香港華僑日報社，1947-1994。
- 香港政府新聞處：《香港年報》，香港政府印務局。
- Anthony Sweeting: Education in Hong Kong Pre-1841-1941: Fact and Opinion (Materials for a History of Education in Hong Kong), Hong Kong University Press, 1990. ISBN 962-209-258-6
- Anthony Sweeting: Education in Hong Kong 1941 to 2001: Visions and Revisions, Hong Kong University Press, 2004. ISBN 962-209-675-1
- 操太聖： 香港教育制度史研究（1840-1997）。
- 陸鴻基： 香港辦學制度回顧，原載香港《思》神學雙月刊第92期，2004年11月。
- 黃庭康：〈國家權力形構與華文學校課程改革－戰後新加坡及香港的個案比較〉，《教育與社會研究》，2002，第4期，頁121－123。